# Julián Gil
Julián Gil, geboren als Imanol Julián Elías Gil Beltrán (Buenos Aires, 13 juni 1970) is een Argentijns acteur en model.

## Biografie
Gil's carrière begon in de jaren 90 van de 20e eeuw. Gil speelde in zowel films, telenovelles, als theater.

## Filmografie

### Films
- Marina (2001) (Muvi Film) als John (Video)
- Más allá del limite (2002) (Erick Hernández)
- La caja de problemas (2004) (David Aponte)
- Fuego en el alma (2005) (Abdiel Colberg) als Millo
- El milagro de la Virgen de Coromoto (2006) (Film Factory) als Jaime
- Historias Delirantes (2008)
- Entre piernas (2010) als Paco
- Lotoman 003 (2014) als El Boricua
- Misterio's: Llamas de sueños (2014) als Leonardo Aguilar
- Loki 7 (2016) als Rodrigo
- Santiago Apóstol (2017) als Santiago Apóstol

### Telenovelles
- Tres amigas (2000)
- Mi conciencia y yo (2000) (Riverside) als Alfonso
- Por todo lo alto (2006) (RCTV) als Halcón
- Acorralada (2007) (Venevisión Producción) als Francisco Suárez "Pancholón"
- Isla Paraíso (2007) (Venevisión Producción) als Armando
- Mi adorada Malena (2007) als Mateo
- Valeria (2008) (Venevisión Producción) als Daniel Ferrari
- Amor comprado (2008) (Venevisión Producción) als Esteban Rondero
- Los Barriga (2009) (Frecuencia Latina) als Francesco Cezanne
- Sortilegio (2009) (Televisa) als Ulises Villaseñor
- Valientes (2010) als Leonardo Soto
- Eva Luna (2010-2011) (Univisión) als Leonardo "Leo" Arismendi
- La que no podía amar (2011-2012) (Televisa) als Bruno Rey
- ¿Quién eres tú? (2012-2013) (RTI Producción) als Felipe Esquivel
- Rosario (2012-2013)
- Los secretos de Lucía (2013) (Venevisión) als Robert Neville
- Hasta el fin del mundo (2014-2015) (Televisa) sebagai Patricio Iturbide
- Sueño de amor (2016) (Televisa) als Ernesto de la Colina
- Por amar sin ley (2018) (Televisa) als Carlos Ibarra

## Theater
- La abeja reina (1995)
- Por el medio si no hay remedio (1999)
- Nueve semanas y media (2000)
- Sexo, pudor y lagrimas (2000)
- En pelotas (2001) als Papito
- Los gallos salvajes (2002) als Luciano Miranda Jr
- El cotorrito by the sea (2002)
- Luminaria (2003) als Franz
- Tarzan - Salvemos la selva (2003) als Tarzan
- El mal mundo (2004)
- La princesa en el lago de los cisnes (2004)
- El crimen del Padre Amaro (2005) als Padre Amaro Viera
- Descarados (2007)
- Los hombres aman a las cabronas (2008) als Jorge
- Sortilegio El Show (2010) als Ulises Villaseñor
- Aquel Tiempo de Campeones (2013) als Phil Romano
- Divorciémonos mi amor (2015) als Benigna "Benny"